# 萨拉刺尾蜥属
萨拉刺尾蜥属（学名：Saara）为飞蜥科的一个属。

## 下属物种
本属包括以下物种：
- Saara asmussi (Strauch, 1863)
- Saara hardwickii (Gray, 1827)
- Saara loricata (Blanford, 1874)

## 保育狀況
本属所有种均被列為《瀕危野生動植物種國際貿易公約》附錄二的物種，被限制出口及貿易。